# Cyclorana australis
Cyclorana australis és una espècie de granota que es troba a Austràlia (des de l'oest de Queensland fins al nord d'Austràlia Occidental).